# Nikolaus Egender

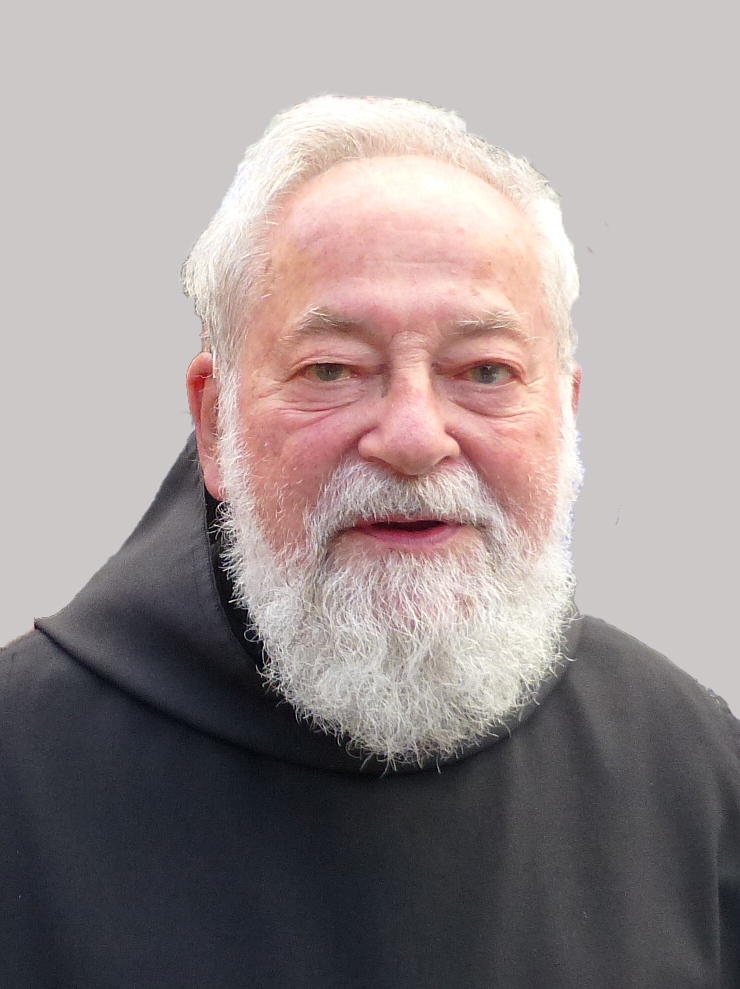
Nikolaus Egender (2014)

Nikolaus Egender OSB (* 19. August 1923 als Pierre Egender in Mülhausen, Frankreich; † 31. Mai 2025 in Chevetogne, Belgien) war Benediktiner und von 1979 bis 1995 Abt der Dormitio-Abtei in Jerusalem.

## Leben
Pierre Egender wurde im elsässischen Mühlhausen geboren, in einer Zeit umstrittener Identitäten, durch die fließenden Grenzen zwischen Sprachen und Nationalismen geprägt. Eine Spannung, die er in eine Berufung zur Versöhnung umwandeln konnte: Tatsächlich war sein ganzer monastischer Weg vom Dialog zwischen Kirchen, Völkern und Religionen geprägt. Er studierte Philosophie und Theologie in Freiburg im Breisgau und Rom. Das Benediktinerleben lernte er in der Abtei Maria Laach kennen. Er trat 1946 in das damalige Priorat Chevetogne ein. 1947 legte er die Profess ab und empfing 1950 die Priesterweihe. Er war Novizenmeister (1954–1963) und Prior (1963–1971) in dem ökumenisch engagierten Ardennenkloster.
Abt Leo von Rudloff holte ihn 1966 zur Visitation ins Heilige Land nach Jerusalem und zum Benediktinerpriorat in Tabgha. Von 1979 bis 1995 war er der erste vom Konvent gewählte Abt der Dormitio-Abtei. Seit 1997 lebte er wieder in der Abtei Chevetogne.
Nikolaus Egender starb am 31. Mai 2025 im Alter von 101 Jahren in der Abtei Chevetogne.

## Wirken
Für sein Wirken wurde er 1982 mit dem höchsten Orden der Armenischen Apostolischen Kirche, dem Orden von St. Nerses Shnorhali, geehrt. Für sein Engagement um die Ökumene, Versöhnung und Begegnung von Israelis und Palästinensern, Christen, Juden und Muslimen wurde er 1992 zum Ehrenbürger von Jerusalem ernannt.
Seinem Engagement ist es zu verdanken, dass die jahrhundertealte Mönchstradition auf der Insel Reichenau wiederbelebt wurde. 2001 gründete er dort zusammen mit Stephan Vorwerk OSB die Benediktinergemeinschaft Cella St. Benedikt, die von der Erzabtei Beuron betreut wird. 2014 war er Gast bei der Feier „10 Jahre Cella St. Benedikt Reichenau“.
Er engagierte sich in Artikeln und Vorträgen für die Themen des Mönchtums, Liturgie, Spiritualität, Ostkirchen und Ökumene.

## Veröffentlichungen (Auswahl)
- Dom Lambert Beauduin (1873–1960). Liturgie – Mönchtum – Ökumene. Zum 75-jährigen Bestehen des Klosters Amay / Chevetogne. In: Erbe und Auftrag 77 (2001), S. 326–341.
- Vergessene Partner – Christen im Heiligen Land. In: Entschluß, Jg. 38, 1983, S. 12–13.
- Die innerchristliche Ökumene in Jerusalem. In: Zion – Ort der Begegnung. Festschrift für Laurentius Klein zur Vollendung des 65. Lebensjahres, herausgegeben von Ferdinand Hahn, Frank-Lothar Hossfeld, Hans Jorissen, Angelika Neuwirth (= Bonner Biblische Beiträge. Bd. 90). Athenäum Hain Hanstein, Bodenheim 1993, ISBN 3-8257-9153-X, S. 371–387.
- Profil des Palästinensischen Mönchtums. In: Oleum Laetitiae. Festgabe für P. Benedikt Schwank OSB, herausgegeben von Gunda Brüske, Anke Händler-Kläsener. Aschendorff Verlag, Münster 2003, ISBN 3-402-07504-0, S. 240–255.
- Vermächtnis Heiliges Land (= Jerusalemer Theologisches Forum. Bd. 30). Zu seinem 95. Geburtstag herausgegeben von Joachim Braun, Katharina D. Oppel, Nikodemus C. Schnabel OSB. Aschendorff Verlag, Münster 2018, ISBN 978-3-402-11043-0 (mit einem Publikationsverzeichnis).